# Kabinett Schmerling

Anton Ritter von Schmerling war der Vertraute des Reichsverwesers und hatte bereits im Juli 1848 die kleine Gruppe der ersten Reichsminister de facto geleitet. Im Jahr 1849 trat er in die österreichische Regierung ein.

Das Kabinett Schmerling war ein Gesamt-Reichsministerium (Regierung) der Provisorischen Zentralgewalt des entstehenden Deutschen Reiches der Revolutionszeit. Am 6. September 1848 war das Kabinett Leiningen zurückgetreten. Ministerpräsident Karl zu Leiningen wollte der Regierung nicht mehr angehören. Innenminister Anton von Schmerling aus Österreich, die führende Persönlichkeit im Gesamt-Reichsministerium, wurde de facto der neue Ministerpräsident.
Das Kabinett Schmerling verlor im November/Dezember 1848 seinen Rückhalt in der Frankfurter Nationalversammlung. Hintergrund dafür war die stets feindlichere Haltung Österreichs gegenüber der Revolution und ihren Institutionen. So richtete sich Misstrauen auch gegen die Österreicher im Gesamt-Reichsministerium, vor allem Schmerling. Sein Nachfolger wurde Heinrich von Gagern, den der Reichsverweser am 17. Dezember ernannte.

## Zustandekommen
Wegen einer Abstimmungsniederlage in der Frankfurter Nationalversammlung war das Kabinett Leiningen am 6. September 1848 zurückgetreten. Ministerpräsident Leiningen hatte bald darauf dem Reichsverweser erklärt, nicht mehr bei einer Neubildung zur Verfügung zu stehen. Unterstaatssekretär Gustav Mevissen schied aus, Außenminister Johann Gustav Heckscher wurde gegen seinen Willen nicht wieder berufen. Ansonsten ernannte der Reichsverweser das geschäftsführende Kabinett im Wesentlichen neu, am 17. September provisorisch, am 24. definitiv.
Dabei hatte Leiningen dem Reichsverweser empfohlen, ein gänzlich neues Kabinett mit einer propreußischen Ausrichtung zu berufen. Leiningen erkannte damit indirekt an, dass er mit seiner Politik eines starken und selbstbewusst auftretenden Zentralstaates gescheitert war. Reichsverweser Erzherzog Johann aber sah sich persönlich durch Preußens eigenmächtiges Verhalten beim Waffenstillstand von Malmö gedemütigt und nutzte daher nicht die Gelegenheit, Preußen gegenüber eine versöhnliche Geste zu erweisen. Das Außenministerium für den Österreicher Schmerling unterstrich hingegen den großdeutschen Gedanken.
Reichsinnenminister Schmerling übernahm zusätzlich das Außenministerium, wurde aber nicht offiziell Reichsministerpräsident. Er leitete den Ministerrat aufgrund eines internen Beschlusses. Schmerling brachte „politische Erfahrung, Arbeitskraft, Energie, Entscheidungsfreude und auch Kaltblütigkeit“ mit, war ein gewandter Redner und vermochte „unter wohltönenden Worten zu verschleiern, was er nicht sagen wollte oder nicht sagen konnte“, so Ralf Heikaus.

## Kabinett
| Amt                                                | Bild | Name                           | Fraktion          | Unterstaatssekretär                   | Fraktion       |
| -------------------------------------------------- | ---- | ------------------------------ | ----------------- | ------------------------------------- | -------------- |
| Reichsministerpräsident (Leitender Reichsminister) |      | de facto: Anton von Schmerling |                   |                                       |                |
| Reichsminister des Innern                          |      | Anton von Schmerling           |                   | Friedrich Bassermann Joseph von Würth | Casino         |
| Reichsminister der auswärtigen Angelegenheiten     |      | Anton von Schmerling           |                   | Ludwig von Biegeleben                 |                |
| Reichsminister des Krieges                         |      | Eduard von Peucker             |                   |                                       |                |
| Reichsminister der Justiz                          |      | Robert Mohl                    | Württemberger Hof | Christian Widenmann                   | Augsburger Hof |
| Reichsminister der Finanzen                        |      | Hermann von Beckerath          | Casino            | Karl Mathy                            |                |
| Reichsminister des Handels                         |      | Arnold Duckwitz (1802–1881)    |                   | Johannes Fallati                      | Casino         |

## Belege
1. ↑  Ralf Heikaus: Die ersten Monate der provisorischen Zentralgewalt für Deutschland (Juli bis Dezember 1848). Diss. Frankfurt am Main, Peter Lang, Frankfurt am Main u. a., 1997, S. 231/232.
2. ↑  Ralf Heikaus: Die ersten Monate der provisorischen Zentralgewalt für Deutschland (Juli bis Dezember 1848). Diss. Frankfurt am Main, Peter Lang, Frankfurt am Main u. a., 1997, S. 233/234.
3. ↑  Ralf Heikaus: Die ersten Monate der provisorischen Zentralgewalt für Deutschland (Juli bis Dezember 1848). Diss. Frankfurt am Main, Peter Lang, Frankfurt am Main u. a., 1997, S. 232/233.